# Todor Tanew
Todor Aleksandrow Tanew, bułg. Тодор Александров Танев (ur. 30 października 1957 w Sofii) – bułgarski polityk, politolog i nauczyciel akademicki, profesor, w latach 2014–2016 minister edukacji i nauki w drugim rządzie Bojka Borisowa.

## Życiorys
Ukończył studia z zakresu socjologii na Uniwersytecie Sofijskim. Kształcił się również w Stanach Zjednoczonych i Holandii. W pierwszej połowie lat 90. był założycielem katedry politologii, którą kierował do 2000. Później współtworzył i stał na czele katedry administracji publicznej.
Zaangażował się w działalność polityczną w ramach Bloku Reformatorskiego, wszedł w skład zarządu krajowego tego ugrupowania. W listopadzie 2014 został ministrem edukacji i nauki w rządzie Bojka Borisowa. Urząd ten sprawował do lutego 2016, pozostał w administracji rządowej jako doradca premiera.